# Мануил Комнин (син на Андроник I Комнин)
Вижте пояснителната страница за други личности с името Мануил Комнин.
Мануил Комнин (на старогръцки: Μανουήλ Κομνηνός, Manouēl Komnēnos, Manuel Komnenos, * 1145, † сл. 1185) от фамилията на Комнините е севастократор на Византийската империя. Синовете му основават Трапезундската империя.
Той е най-големият син на византийския император Андроник I Комнин (упр. 1183–1185) и първата му съпруга с неизвестно име.
Мануил Комнин се жени ок. 1180 г. за Русудан, дъщеря на грузинския крал Георги III от род Багратиони. Тя е по-малка сестра на грузинската царица Тамара. Те имат два сина:
- Алексий I Велики Комнин (1182–1222), първият император на Трапезундската империя от 1204 до 1222 г.
- Давид Комнин (1184-1214), съосновател на Трапезундската империя

След свалянето и убийството на баща му през 1185 г. Мануил е ослепен и умира малко след това. Съпругата му и синовете им бягат от Константинопол и отиват вероятно в Грузия.